# 分组交换
在计算机网络和通信中，分组交换（英語：Packet switching）是一种相对于电路交换的通信范例，分组（又称消息、或消息碎片）在节点间单独路由，不需要在传输前先建立通信路径。
分组交换是数据通信中一种新的且重要的概念，现在是世界上互联网通讯、数据和语音通信中最重要的基础。在此之前，数据通信是基于电路交换的想法，就像在传统的电话电路一样，在通话前先建立专有线路，通信双方要在电路的两端。
分组交换技术是在1960年代末出现的，当時美国高级研究计划局（简称ARPA）为实现远程计算机之间的信息交换，资助建设一个试验性的网络，该网络被称为ARPANET（阿帕网）。阿帕网的主要研究成果之一就是开发一种新的网络协议，在阿帕网上对话必须使用这种网络协议。该协议采用一种新的网络信息传输技术，这就是分组交换技术。

## 概述

該動畫演示一個網路模型，其中主機之間的連續封包採用不同的路由。然而無序傳送對多種網路協定（如TCP）的效能不利，因此網際網路在大部分時間都會嘗試沿著相同路徑傳送與該資料串流相關的封包。

分组交换由和保罗·巴兰在1960年代早期发明。有人认为伦纳德·克莱因罗克也是分组交换的发明者，但是Davies在去世之前争辩这一点并指出，克兰罗克的研究实际上是关于排队论，也就是分组交换的关键理论基础。克兰罗克出版的著作中未显著提到过把用户消息分割成段，并通过网络分别发送他们，这是巴兰和Davies最重要的创新。
分组是由一块用户数据和必要的地址和管理信息组成，保证网络能够将数据传递到目标。类似于从邮局发送的包裹上注明的地址一样,只有提供给网络这些信息，网络（邮局）才能把分组（包裹）往正确的地址传送。
分组通过最佳路径（取决于路由算法）路由到目标。但并不是所有在相同两个主机之间传送的分组（即使是来自同一消息的那些分组）一定要沿着相同的路径传送。
一个数据连接通常传送数据的分组流，它们将不必全部以相同的方式路由过物理网络。目的计算机把收到的所有报文按照适当的顺序重新排列，就能合并恢复出原来的内容。
分组交换模型最著名的使用是互联网，它是一个分组交换网络，在多种网络技术上运行网络层互联网协议。以太网，X.25和帧中继都是分组交换网的数据链路层国际标准。新的移动电话技术像GPRS和 i-mode也是使用分组交换。
分组交换也可分为連接導向（Connection oriented）和无连接（Connectionless）传输，如互联网就是分组交换、无连接的（PS/CO）传输。其所应用的是虚拟连接（Virtual Path）。
应当指出，从本质上讲，这种断续分配传输带宽的储存转发原理并非是完全新的概念。自古代就有的邮政通信，就其本质来说也是属于储存转发方式。而在20世纪40年代，电报通信也采用了基于储存转发原理的报文交换。分组交换虽然也采用储存转发原理，但由于使用了计算机进行处理，这就使分组的转发非常迅速。这样，分组交换虽然采用了某些古老的交换原理，但实际上已经变成了一种崭新的交换技术。

### 优势
在分组交换中，一个系统可以将数据组装到报文中使用一条通信链路与多台机器通信。不仅链路是可以共享的，而且每个报文可以独立于其他报文进行路由。这是分组交换最主要的优势。

## 交换方式
- 数据报方式
- 虚电路方式

## 備註
1. ↑  又称作“包”。见 谢希仁. . 电子工业出版社. 2021: 14.